# أولاد سعيد (مشرع حمادي)
أولاد سعيد هي إحدى مشيخات المملكة المغربية، تتبع جغرافيا لإقليم تاوريرت وإداريًا لمشرع حمادي. يقدر عدد سكانها بـ 27362 نسمة حسب الإحصاء الرسمي للسكان والسكنى لسنة 2004.